# صندوق المؤسسات المالية لتنمية المجتمع

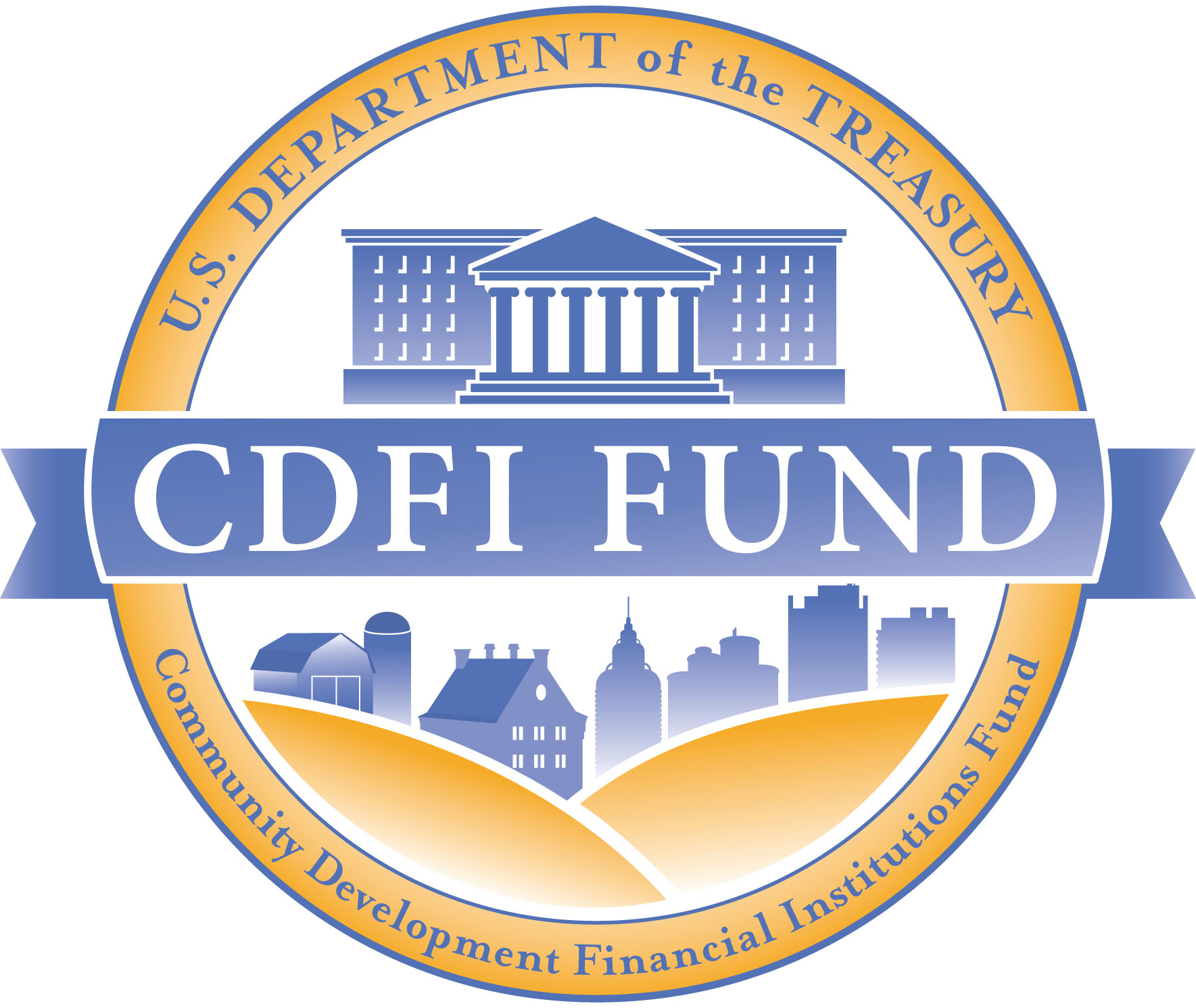
شعار الصندوق

يعمل صندوق المؤسسات المالية لتنمية المجتمع ( CDFI ) على تعزيز التنشيط الاقتصادي في المجتمعات المتعثرة في جميع أنحاء الولايات المتحدة من خلال توفير المساعدة المالية والمعلومات للمؤسسات المالية لتنمية المجتمع (CDFI). وهي شركة حكومية مملوكة لوزارة الخزانة الأمريكية ، وقد تم تأسيسها من خلال قانون ريجل لتنمية المجتمع والتحسين التنظيمي لعام 1994 .  ويمكن للمؤسسات المالية، والتي قد تشمل البنوك والاتحادات الائتمانية وصناديق القروض وصناديق رأس المال الاستثماري لتنمية المجتمع، التقدم بطلب إلى صندوق المؤسسات المالية لتنمية المجتمع للحصول على شهادة رسمية باعتبارها مؤسسات مالية لتنمية المجتمع. اعتبارًا من 1 سبتمبر 2005، كان هناك 747 مؤسسة تمويل تنمية مجتمعية معتمدة في الولايات المتحدة. يقدم صندوق تنمية تنمية المجتمع مجموعة متنوعة من البرامج المالية لتوفير رأس المال لمؤسسات تمويل التنمية المجتمعية، مثل برنامج المساعدة المالية، وبرنامج المساعدة الفنية، وبرنامج جوائز المؤسسات المصرفية، والأسواق الجديدة. برنامج الائتمان الضريبي . 
يعد صندوق قروض مجتمع المؤسسات، أحد أقدم صناديق القروض غير الربحية في الولايات المتحدة، وهو شركة تابعة لـ شركاء مجتمع المؤسسة، وقد قام بإقراض أكثر من 725 مليون دولار للمساعدة في بناء أو تجديد 91000 منزل بأسعار معقولة. كما أنها توفر الأموال المحلية في أتلانتا ولويزيانا ولوس أنجلوس ومدينة نيويورك. استثمرت صناديق القروض غير الربحية الأخرى الأكبر حجمًا ما يقرب من 2 مليار دولار لكل صندوق قرض (اعتبارًا من عام 2017) بما في ذلك صندوق الاستثمار منخفض الدخل، وبوسطن كوميونيتي كابيتال، وصندوق إعادة الاستثمار، وشركاء تأثير رأس المال، وشركة دعم الابتكارات المحلية، ومركز المساعدة الذاتية المجتمعية (سيلف هيلب). وفي هذا المجال، لم يحصل سوى عدد قليل من مؤسسات تمويل التنمية المجتمعية على تصنيف درجة استثمارية من وكالة ستاندرد آند بورز - بما في ذلك شركة دعم المبادرة المحلية، وصندوق إعادة الاستثمار، وكابيتال إمباكت بارتنرز.
في عام 1998، تم اعتماد سيتي فرست بنك كأول بنك صندوق المؤسسات المالية لتنمية المجتمع في واشنطن العاصمة. منذ ذلك الحين، واعتبارًا من 31 ديسمبر 2015، قامت سيتي فرست بتوجيه أكثر من مليار دولار أمريكي من رأس المال إلى المجتمعات المنخفضة والمتوسطة الدخل. ساعدت الإعفاءات الضريبية للأسواق الجديدة البالغة 422 دولارًا في بناء مؤسسات مثل مؤسسة ثيرك في أقصى جنوب شرق العاصمة حيث يتأهل أكثر من 80% من الطلاب للحصول على وجبة غداء مجانية أو مخفضة؛ ومركز أطلس للفنون المسرحية، مما يجعل الفنون في متناول الجميع في شارع أتش المزدهر الآن، شمال شرق العاصمة. وقد بلغ إجمالي القروض المخصصة للشركات الصغيرة، والإسكان الميسر، والمرافق التعليمية، والفنون، والمراكز الصحية 591 دولارًا، مما أدى إلى تغذية الاقتصاد والثقافة المتجددين في العاصمة.

## أنظر أيضاً
- رالباب 12 من قانون اللوائح الفيدرالية